# Martin-chasseur gurial
Pelargopsis capensis
Espèce
Statut de conservation UICN

 LC  : Préoccupation mineure
Le Martin-chasseur gurial (Pelargopsis capensis) est une espèce d'oiseau de la famille des Alcedinidae.

## Description

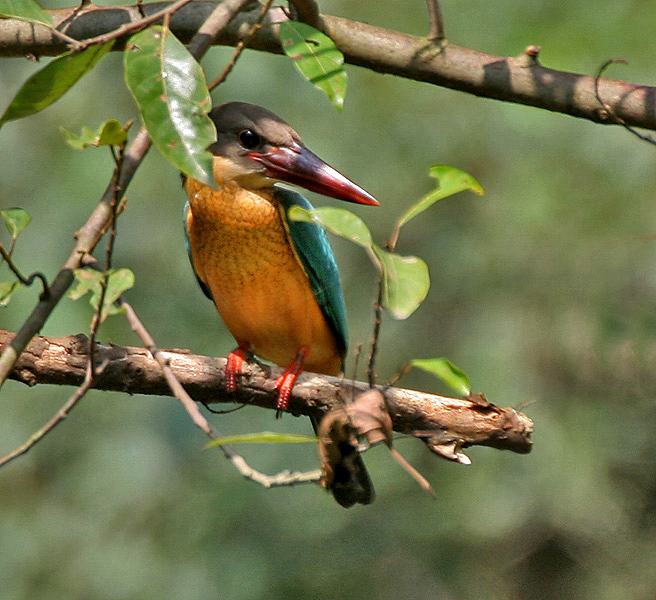
Martin-chasseur gurial

Le martin-chasseur gurial mesure de 37 à 41 cm.
Cet oiseau possède un énorme bec rouge, une calotte brune, un ventre brun-roux crème et des ailes bleu-vert.
Il vit en Asie du Sud et en Asie du Sud-Est dans les forêts tropicales, au bord de l'eau, surtout près des rivières à faible courant mais aussi dans les rizières, dans les mangroves, le long des rivages marins et sur les berges des lacs.
C'est un carnivore : il plonge dans l'eau pour pêcher des poissons et attrape sur la terre ferme des crabes et des coléoptères, des grenouilles, des petits oiseaux et des rongeurs.
Son chant ordinaire est constitué de kak-kak-kak-kak ou kè-kè-kè-kè rauques. 

En vol, il pousse un rire strident de kiou-kiou, kî-kiou ou ouiar-ouaouh.
- Autres chants

## Liste des sous-espèces
- Pelargopsis capensis burmanica Sharpe, 1870
- Pelargopsis capensis capensis (Linnaeus, 1766)
- Pelargopsis capensis cyanopteryx (Oberholser, 1909)
- Pelargopsis capensis floresiana Sharpe, 1870
- Pelargopsis capensis gigantea Walden, 1874
- Pelargopsis capensis gouldi Sharpe, 1870
- Pelargopsis capensis innominata (Oort, 1910)
- Pelargopsis capensis intermedia Hume, 1874
- Pelargopsis capensis javana (Boddaert, 1783)
- Pelargopsis capensis malaccensis Sharpe, 1870
- Pelargopsis capensis osmastoni (E.C.S. Baker, 1934)
- Pelargopsis capensis simalurensis Richmond, 1903
- Pelargopsis capensis sodalis Richmond, 1903